# Gleitbogenausbau

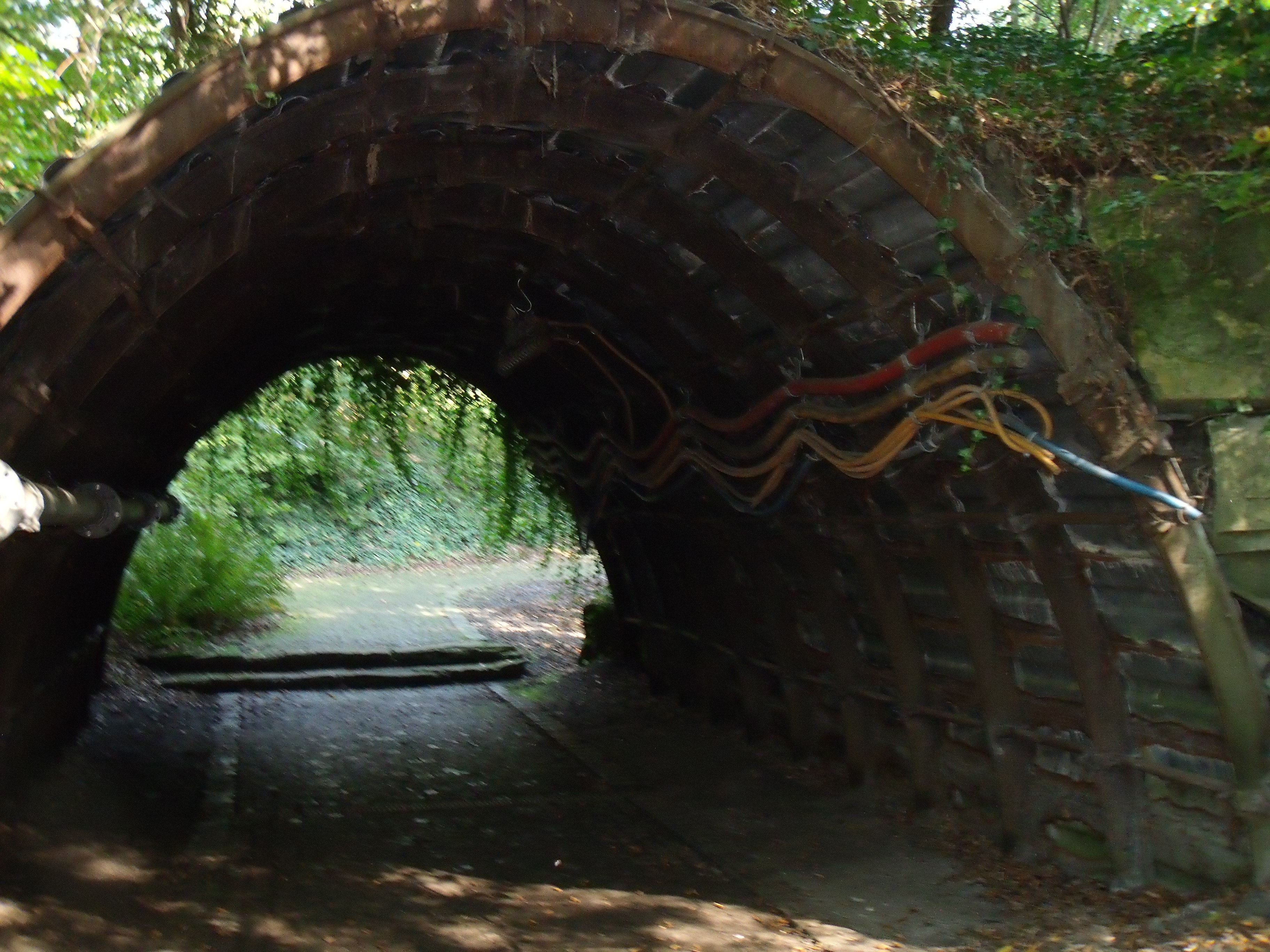
Gleitbogenausbau, Frontansicht

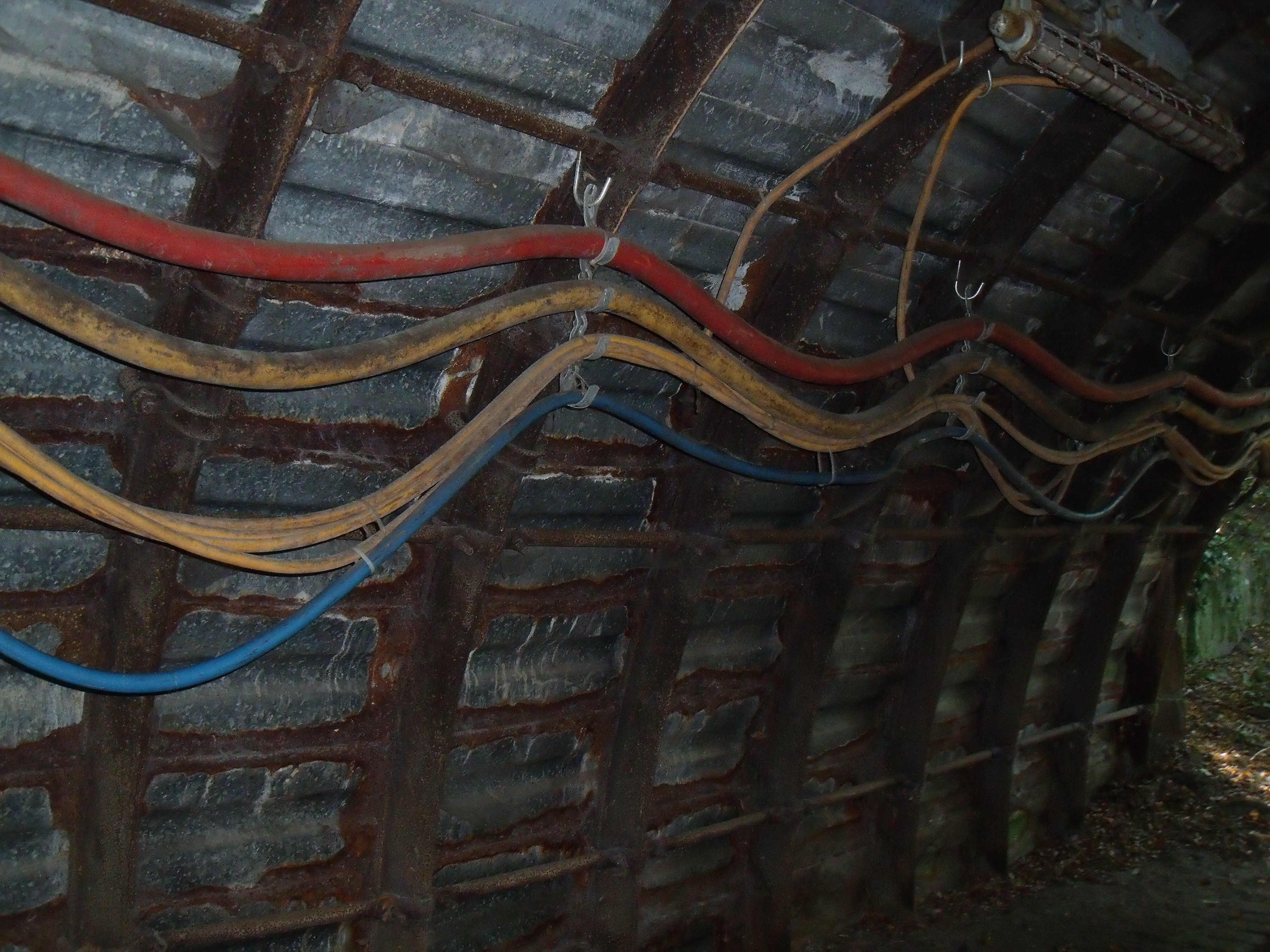
Gleitbogenausbau – mittig sind die Reibungsschlösser zu erkennen

TH-Profilstahl

Der Gleitbogenausbau ist eine Ausbauart, die im Bergbau als Streckenausbau verwendet wird. Es handelt sich bei diesem Ausbau um einen mehrteiligen und nachgiebigen Ausbau.

## Aufbau
Beim Gleitbogenausbau besteht jeder Ausbaubogen aus mehreren Rinnen, die ineinander verschiebbar sind. Es werden unterschiedliche Profile eingesetzt, die entweder als TH-Einheitsprofile, als V-Profile oder Glockenprofile hergestellt werden. Weiter gibt es Gleitbogenausbau mit zwei-, drei- oder vierteiligen Ausbaubögen, von diesen ist die dreiteilige Ausführung am verbreitetsten. Die Formen des Gleitbogenausbaus können entweder symmetrisch oder asymmetrisch sein. Die Verbindung der einzelnen Ausbausegmente ist je nach Profiltyp unterschiedlich ausgeführt. Es gibt die nachgiebige Klemmverbindung, bei der keine Schrauben benötigt werden, sondern die Befestigung der Bogensegmente erfolgt über einen Schwenkkeil. Bei einer anderen Befestigungsart mittels Schraubverbindung werden spezielle Reibungsschlösser zur Befestigung verwendet, die auf das jeweilige Ausbauprofil abgestimmt sind. Um die Einzelbaue gegen Schubkräfte in Längsrichtung zu schützen, müssen diese mit einer Verbolzung als Längsversteifung versehen werden.

## Wirkungsweise
Der Gleitbogenausbau ist so konstruiert, dass er eine Lastaufnahme infolge des Gebirgsdrucks durch Reibung zwischen den überlappenden Bogensegmenten ermöglicht. Bei Druck von oben werden die Segmente je nach Stärke des Drucks ineinander verschoben. Dadurch kommt es zwar zu einer Verringerung des Streckenquerschnittes, aber die einzelnen Ausbausegmente werden nicht durch den Gebirgsdruck verformt. Damit diese Nachgiebigkeit des Ausbaus auch einwandfrei funktioniert, müssen die nachgiebigen Verbindungsstellen möglichst in der Hauptdruckrichtung liegen, diese müssen demnach senkrecht zum Hangenden verlaufen. Außerdem müssen die Klemmverbindungen nachgiebig sein und ermöglichen, dass die überlappenden Segmentenden gut arbeiten. Um dies zu ermöglichen, müssen die Verbindungen sicher mit den Profilen mitwandern und nicht am Verzug festhängen bleiben.

## Einsatz und Probleme

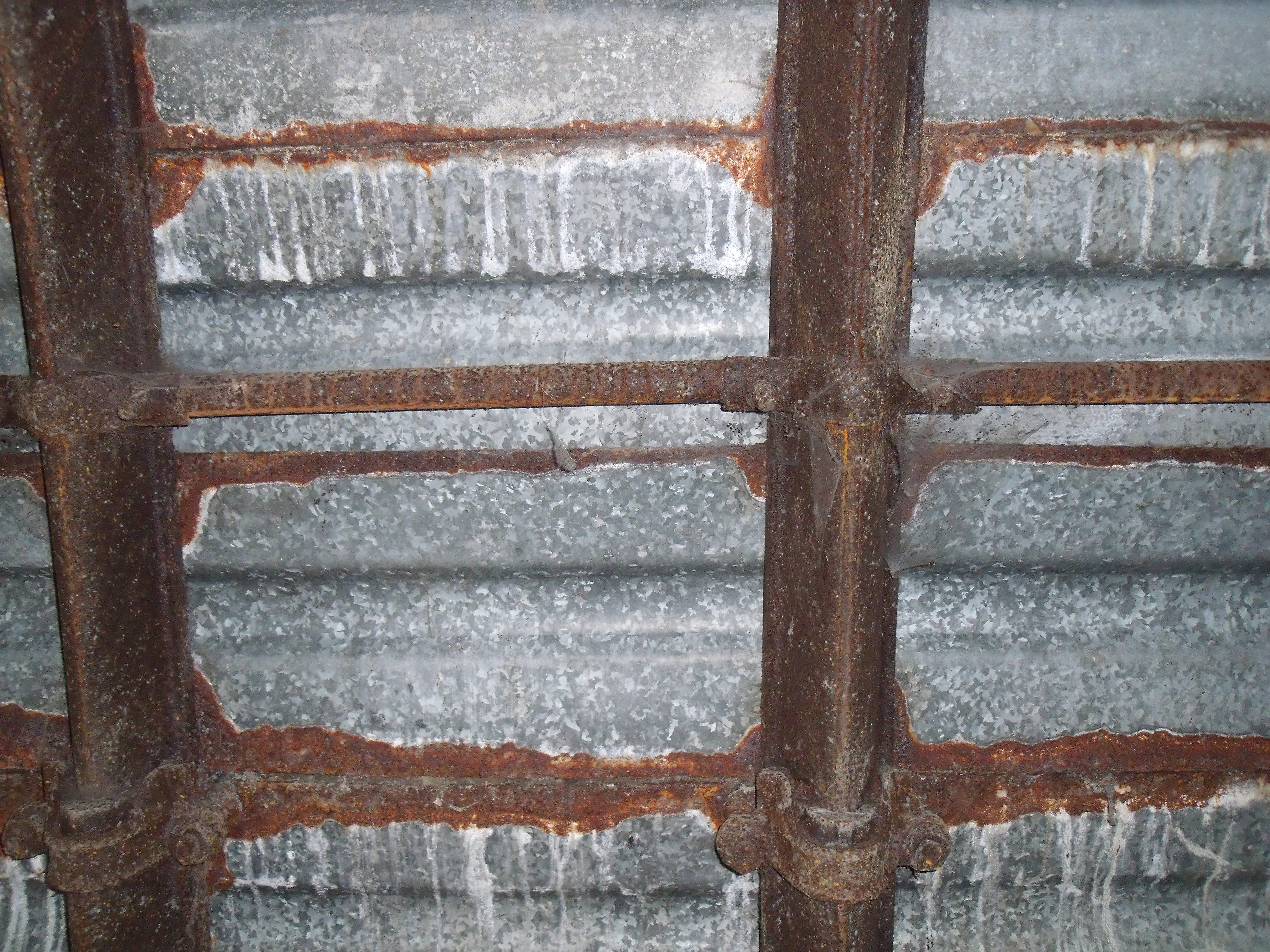
Gleitbogenausbau, unten zu sehen die Reibungsschlösser

Gleitbogenausbau wird hauptsächlich in Abbaustrecken verwendet. In Ausbaustrecken der flachen Lagerung wird dreiteiliger symmetrischer Ausbau verwendet. Für Abbaustrecken der geneigten Lagerung ist der dreiteilige asymmetrische Ausbau geeignet. Zweiteiliger asymmetrischer Ausbau wird in Ausbaustrecken der steilen Lagerung eingesetzt. Durch unsachgemäßen Einbau der Verbindungsschlösser kann es zu Problemen beim Streckenausbau mit Gleitbogenausbau kommen. Dies ist z. B. der Fall, wenn die Schraubenanzugsmomente unzulässig sind und die Schrauben nicht entsprechend den Herstellerangaben angezogen werden. Auch die Verwendung ungeeigneter Montagegeräte, mit denen nicht die nötige Klemmkraft erbracht werden kann, führt zu Beeinträchtigungen des Gleitbogenausbaus. Weitere Probleme können auftreten, wenn die Gleitbogenverbindungen nicht ordnungsgemäß erstellt werden. Werden die Segmente so eingebaut, dass die Richtung der Rinnen nicht mit der Hauptdruckrichtung übereinstimmt, kann der Gleitreibungsausbau nicht einwandfrei arbeiten. Durch diesen fehlerhaften Einbau wird das Zusammenschieben der einzelnen Ausbausegmente sehr erschwert. Als Folge davon kann es zu erheblichen Verformungen am Streckenausbau kommen. Beim Rauben des Gleitbogenausbaus können die unter Spannung stehenden Verbindungen des Gleitbogenausbaus schlagartig aufspringen. Dies hat zur Folge, dass Schrauben wegfliegen, Laschen abspringen oder Ausbauteile zurückschlagen. Wenn Personen von diesen Teilen getroffen werden, können sie schwer verletzt oder gar getötet werden.